# Конформное отображение
Конформное отображение — непрерывное отображение, сохраняющее углы между кривыми, а значит и форму бесконечно малых фигур.

## Определение
Взаимно однозначное отображение области {\displaystyle D} на область {\displaystyle D^{*}} (евклидова пространства или риманова многообразия) называется конформным (лат. conformis — подобный), если в окрестности любой точки D дифференциалом этого преобразования является композиция ортогонального преобразования и гомотетии.
Этот термин пришёл из комплексного анализа, изначально использовался только для конформных отображений областей плоскости.

### Связанные определения
- Если при конформном отображении сохраняется ориентация, то говорят о конформном отображении первого рода; если же она меняется на противоположную, то говорят о конформном отображении второго рода либо антиконформном отображении.
- Две метрики {\displaystyle g,{\tilde {g}}} на гладком многообразии {\displaystyle M} называются конформно эквивалентными если существует гладкая функция {\displaystyle \psi :M\to \mathbb {R} } такая что {\displaystyle {\tilde {g}}=e^{2\cdot \psi }g}. В этом случае функция {\displaystyle e^{\psi }} называется конформным фактором {\displaystyle {\tilde {g}}}.

## Свойства

Пример конформного отображения. Видно, что перпендикулярность сохраняется.

- Конформное отображение сохраняет форму бесконечно малых фигур;
- Конформное отображение сохраняет углы между кривыми в точках их пересечения (свойство сохранения углов).
  - Это свойство можно также взять за определение конформного отображения.
- Теорема Римана: Любая односвязная открытая область в плоскости, отличная от всей плоскости, допускает конформную биекцию на единичный диск.
- Теорема Лиувилля: Всякое конформное отображение области евклидова пространства {\displaystyle \mathbb {R} ^{n}} при {\displaystyle n\geq 3} можно представить в виде суперпозиции конечного числа инверсий.
- Кривизна Вейля сохраняется при конформном отображении, то есть если {\displaystyle {\tilde {g}}} и {\displaystyle g} — конформноэквивалентные метрические тензоры, то
{\displaystyle {\tilde {W}}(X,Y)Z=W(X,Y)Z,}

где {\displaystyle {\tilde {W}}} и {\displaystyle W} обозначают тензоры Вейля для {\displaystyle {\tilde {g}}} и {\displaystyle g} соответственно.
- Для конформно-эквивалентых метрик {\displaystyle {\tilde {g}}=e^{2\psi }{\cdot }g}

- Связности связаны следующей формулой:
{\displaystyle {\tilde {\nabla }}_{X}Y=\nabla _{X}Y+(X\psi ){\cdot }Y+(Y\psi ){\cdot }X-g(X,Y){\cdot }\nabla \psi .}
- Кривизны связаны следующей формулой:
{\displaystyle g({\tilde {R}}(X,Y)Y,X)=g(R(X,Y)Y,X)-}
{\displaystyle -\mathrm {Hess} _{\psi }(X,X)-\mathrm {Hess} _{\psi }(Y,Y)-|\nabla \psi |^{2}+(Y\psi )^{2}}

если {\displaystyle g(X,X)=g(Y,Y)=1,g(X,Y)=0,X\psi =0} а {\displaystyle \mathrm {Hess} _{\psi }} обозначает Гессиан функции {\displaystyle \psi }.
- В двумерном случае {\displaystyle |\nabla \psi |^{2}=(Y\psi )^{2}}, поэтому формулу можно записать как

{\displaystyle e^{2\cdot \psi }\cdot {\tilde {K}}=K-\Delta \psi }
где {\displaystyle \Delta } обозначает лапласиан по отношению к {\displaystyle g}.
- Для ортонормированной пары векторов {\displaystyle X} и {\displaystyle Y}, секционную кривизну в направленнии {\displaystyle X\wedge Y} можно записать в следующем виде:
{\displaystyle {\tilde {K}}_{X,Y}=f^{2}{\cdot }K_{X,Y}+f{\cdot }[\mathrm {Hess} _{f}(X,X)+\mathrm {Hess} _{f}(Y,Y)]-|\nabla f|^{2},}

где {\displaystyle f=e^{-\psi }}.
- При вычислении скалярной кривизны {\displaystyle n}-мерного риманова многообразия при {\displaystyle n\geqslant 3}, удобнее записывать конформный фактор в виде {\displaystyle {\tilde {g}}=u^{\tfrac {4}{n-2}}{\cdot }g}. В этом случае:
{\displaystyle {\tilde {Sc}}=\left({Sc}\cdot u-{\frac {4{\cdot }(n-1)}{n-2}}{\cdot }\Delta u\right)\cdot u^{\frac {n-2}{n+2}}}

- Линейный оператор {\displaystyle u\mapsto {\tfrac {n-2}{4{\cdot }(n-1)}}{\cdot }{Sc}\cdot u-\Delta u} называется конформным лапласианом.

## Примеры

Дисторсия (посередине и справа) как пример неконформного отображения квадрата.

- Простейший пример — преобразования подобия, ими исчерпываются все конформные отображения всего евклидова пространства на себя;
- Инверсия — конформное отображение второго рода;
- Любая голоморфная функция, обратная к которой также голоморфна, определяет конформное отображение первого рода соответствующей области комплексной плоскости;
- Стереографическая проекция.

## История
Исследованием конформных отображений занимались Л. Эйлер, Б. Риман, К. Гаусс, А. Пуанкаре, К. Каратеодори, Н. Е. Жуковский, С. А. Чаплыгин, М. А. Лаврентьев.

## Применение
Конформное отображение применяется в космологии, в картографии, электростатике для расчёта распределения электрических полей, механике сплошных сред (гидро- и аэромеханика, газовая динамика, теория упругости, теория пластичности и др.).